# Oakview
Oakview – wieś w Stanach Zjednoczonych, w stanie Missouri, w hrabstwie Clay.